# Polyrhachis subtridens
Polyrhachis subtridens är en myrart som beskrevs av Carlo Emery 1900. Polyrhachis subtridens ingår i släktet Polyrhachis och familjen myror. Inga underarter finns listade i Catalogue of Life.